# Каролина Светла
Йохана Ротова (на чешки: Johanna Rottová) е чешка писателка на произведения в жанра драма. Пише под псевдонима Каролина Светла (на чешки: Karolina Světlá).
Смятана е за основателка на чешкия селски роман и е представителка на поколението на майовците.

## Биография и творчество
Йохана Непомучена Ротова е родена на 24 февруари 1830 г. в Прага, Австрийска империя. Произхожда от един от клоновете на заможното семейство Рот. Баща ѝ е търговецът Юстах Рот (1795 – 1869), а майка ѝ е Анна Фогел (1811 – 1882). Има сестра – Софи Подлипска (писателка и преводачка) и брат – Йиндржих Рот. Получава добро образование в младостта си – говори немски и френски език.
На 7 януари 1852 г. се омъжва за учителя си по пиано Петр Мужак (1821 – 1892), който я запознава с чешкия национален живот и с чешката литература, и я въвежда в кръговете на чешкото общество, където се сближава с Божена Немцова.
Започва да пише в края на 50-те години, преодолявайки кризата, причинена от смъртта на единственото ѝ дете, тримесечната дъщеря Боженка. Първият ѝ разказ „Dvojí probuzení“ (Двойно пробуждане) е публикуван през 1958 г. под псевдонима Каролина Светла в алманаха „Май“, около когото се формира кръгът на майовците. Разказите ѝ от края на 50-те и началото на 60-те години се опират на средата на буржоазното и аристократично общество в Прага. Чрез тях тя изказва възмущението си от моралното лицемерие на това общество, и от безсмисленото възпитание на момичетата.
Псевдонимът ѝ е вдъхновен от родното място на съпруга ѝ – Светла под Йещедем, и живота в област Поджестеди, където тя твори по време на лятото в продължение на 30 години. Творчеството ѝ е силно повлияно от Ян Неруда, с когото има платонична връзка, от Божена Немцова и Витезслав Халек, и от творбите на Жорж Санд.
През 1868 г. е издаден най-известният ѝ роман „Кръст край потока“. В историята главната героиня Ева се бори за равенство, но романсът ѝ завършва трагично. Тя жертва любовта си, за да спаси съпруга си. През 1921 и 1937 г. романът е екранизиран в едноименните филми.
В творчеството си тя се опитва да характеризира селските хора и в същото време да се обърне към някои морални проблеми, които смята за важни. Обръща най-голямо внимание на връзката между мъжа и жената – нейните литературни герои винаги са жени, които са морално силни. Тези жени са в състояние да жертват любовта си за по-висши идеали. Нейните героини обикновено не са доволни от живота си и не намират щастие. Чрез тях писателката прокарва основната си идея: истинското щастие не може да бъде постигнато чрез нарушаване на моралните закони.
От 1875 г. тя страда от очно заболяване и се налага да диктува произведенията си. Нейна секретарка и спътница е племенницата ѝ Анежка Чермакова-Слукова.
Каролина Светла е член на няколко дружества за еманципация. През 1871 г. тя основава така наречената женска чешка производствена асоциация, която след това управлява няколко години; целта на сдружението е да помага на момичета от бедни семейства за образование и работа. Тя е съосновател на Американския дамски клуб, заедно с Войтех Напрстек. Писала е и като журналист, като основната ѝ тема е положението на жените в обществото. В своите философски, исторически, психологически и научни творби предрича, че жените с техните таланти и интелигентност един ден ще могат да учат и да вземат независими решения.
Заради влошеното си здраве прекратява литературната си кариера през 1890 г.
Йохана Ротова умира след продължително заболяване на 7 септември 1899 г. в Прага, Австро-Унгария.
Запазена е обширната ѝ кореспонденция, която тя поддържа със сестра си София Подлипска, с младата си приятелка Елишка Краснохорска, и с Ян Неруда.

## Произведения
- První Češka (1861)
- Vesnický román (1867)
- Kříž u potoka (1868)
Кръст край потока, изд. София (1943) – Библиотека „Знаменити романи“, прев. Васил Каратеодоров
- Kantůrčice (1869)
- Frantina (1870)
- Černý Petříček (1871)
- Zvonečková královna (1872)
- Nemodlenec (1873)
- Upomínky (1874)
- Hubička a jiné ještědské povídky ()

### Екранизации
- 1921 Kríz u potoka – по романа „Кръст край потока“
- 1928 Nemodlenec – по романа „Nemodlenec“
- 1937 Kríz u potoka – по романа „Кръст край потока“
- 1972 Román lásky a cti – тв филм, по писмена кореспонденция